# جريجوريو بالترينييري
جريجوريو بالترينييري هو سباح إيطالي ولد في 5 سبتمبر 1994.

## روابط خارجية
- جريجوريو بالترينييري على موقع الاتحاد الدولي للسباحة (الإنجليزية)
- جريجوريو بالترينييري على موقع SwimRankings.net (الإنجليزية)
- جريجوريو بالترينييري على موقع اللجنة الأولمبية الدولية (الإنجليزية)
- جريجوريو بالترينييري على موقع أوليمبيديا (الإنجليزية)
- جريجوريو بالترينييري على موقع اللجنة الأولمبية الإيطالية (الإيطالية)